# Argina cribraria
Argina cribraria är en fjärilsart som beskrevs av Clerck. 1759. Argina cribraria ingår i släktet Argina och familjen björnspinnare. Inga underarter finns listade i Catalogue of Life.